# Alchemilla pentaphyllea
Alchemilla pentaphyllea é uma espécie de rosácea do gênero Alchemilla, pertencente à família Rosaceae.